# SEC63
SEC63‏ (SEC63 homolog, protein translocation regulator) هوَ بروتين يُشَفر بواسطة جين SEC63 في الإنسان.